# Le Meix Musy
Le Meix Musy är en kulle på gränsen mellan Schweiz och Frankrike. Den ligger 60 km väster om Bern. Toppen på Le Meix Musy är 1 288 meter över havet.